# 6849 Doloreshuerta
A 6849 Doloreshuerta (ideiglenes jelöléssel (6849) 1979 MX6) a Naprendszer kisbolygóövében található aszteroida. Eleanor F. Helin és Schelte J. Bus fedezte fel 1979. június 25-én.